# Natalia Oleinik
Natalia Petrovna Oleinik (en ukrainien : Наталія Петрівна Олійник, et en russe : Наталья Петровна Олейник), née le 9 juillet 1981 à Popasna (RSS d'Ukraine), est une haltérophile handisport ukrainienne concourant en -79 kg. Elle est médaillée d'argent aux Jeux de 2020.

## Carrière
En 2008, elle se brise la colonne vertébrale en tombant en arrière dans des escaliers alors qu'elle aidait ses parents lors de travaux dans leur maison.
Aux Jeux paralympiques d'été de 2020, Oleinik remporte sa première médaille paralympique avec l'argent. Lors des Mondiaux quelques mois plus tard à Tbilissi, elle remporte la médaille d'argent par équipes mixte avec Anton Kriukov et Kostiantyn Panasiuk.